# Pretoke
Pretoke (en serbe cyrillique : Претоке) est un village de Serbie situé dans la municipalité de Knić, district de Šumadija. Au recensement de 2011, il comptait 440 habitants.

## Démographie
| 1948  | 1953  | 1961  | 1971  | 1981 | 1991 | 2002 | 2011 |
| ----- | ----- | ----- | ----- | ---- | ---- | ---- | ---- |
| 1 369 | 1 293 | 1 150 | 1 022 | 840  | 752  | 577  | 440  |

|  |